# Retranchement (vestingwerk)

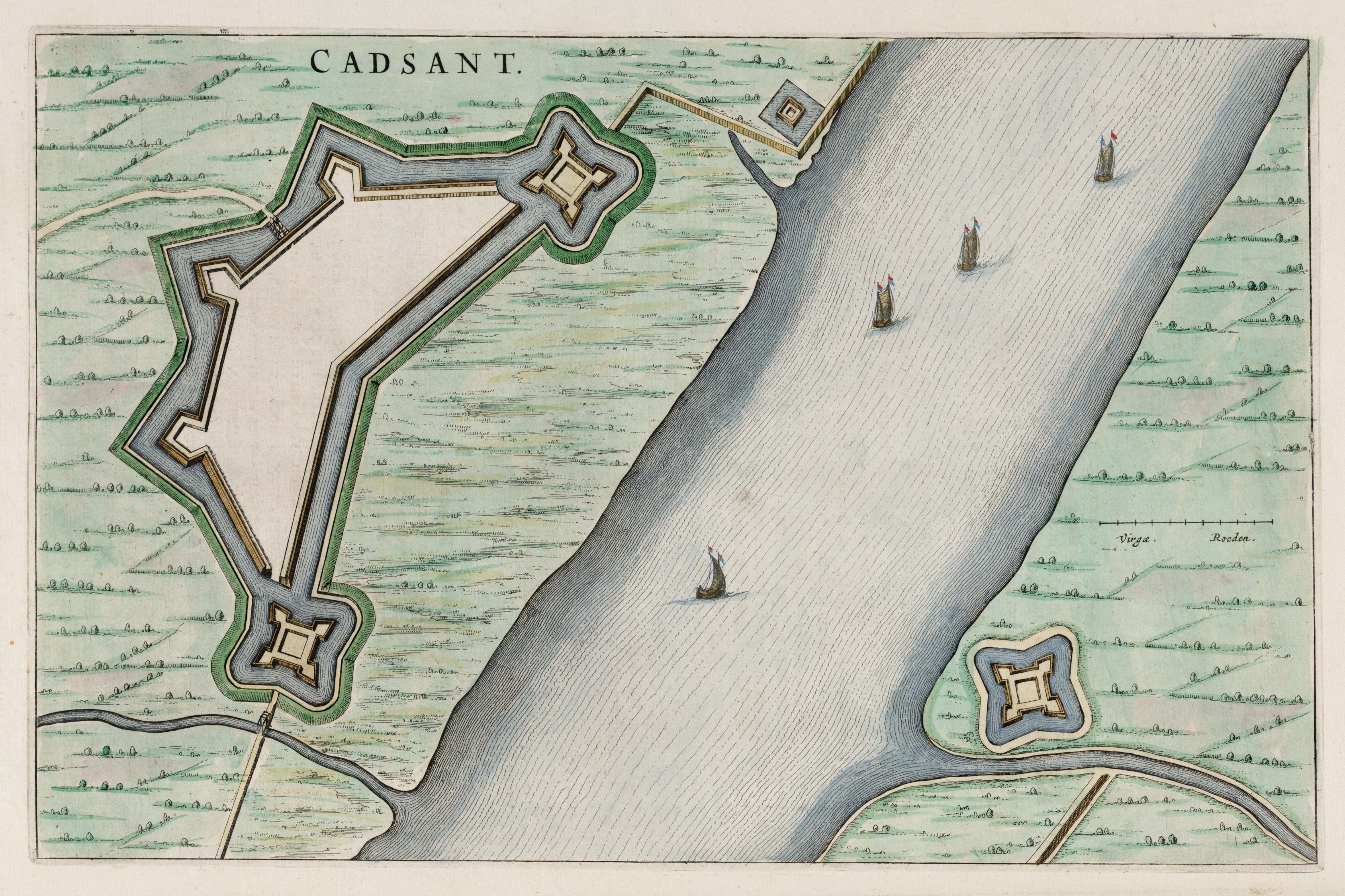
Retranchement in Zeeuws-Vlaanderen, nabij Cadzand

Een retranchement, Frans voor beperking, vermindering, verkorting; verschansing, veld- of legerschans, is een vestingwerk zonder vaste grondvorm. Dit kan de vorm aannemen van een losse hoofdwal met bastions. Dit is ook het geval bij het dorpje Retranchement in Zeeland, dat omgeven is door een losse gebastionneerde wal met oorspronkelijk aan ieder uiteinde een kleine schans.

## Geschiedenis
De oudste retranchementen werden tijdens de Tachtigjarige Oorlog aangelegd als verdedigingslinies door de Staatsen en Spanjaarden, de laatste retranchementen in de Franse tijd. Veel retranchementen werden maar voor korte tijd gebruikt, voor de tijdsduur van een belegering of om een bepaald gebied te verdedigen. Enkele retranchementen werden uitgebreid, en zelfs permanent in gebruik genomen. Retranchementen hebben met elkaar gemeen dat zij geen vaste grondvorm bezitten, zelfs geen vaste afmetingen.

### Pannerdensch Kanaal
Het Pannerdensch Kanaal was in aanleg een retranchement om een mogelijke Franse inval tegen te houden. Het werd in 1702 door Menno van Coehoorn aangelegd tussen de Waal ter hoogte van Pannerden en de Nederrijn ter hoogte van Angeren. De wal met daaraan de evenwijdig een 45 m brede gracht verbindt de Waal met Nederrijn, aanvankelijk zonder verbinding met Rijn en Waal. Pas enkele jaren later werden deze verbindingen gelegd met als doel de watertoevoer naar de IJssel en de Nederrijn veilig te stellen.

## Enkele plaatsen met een retranchement
- Ter Apel en Bourtange - De Linie - restanten
- Cadzand - verdwenen
- Doornenburg - restanten
- Groningen - verdwenen
- Den Helder - verdwenen
- Retranchement - Cadsandria
- Waspik - verdwenen
- Willemstad - Fort Carolina - verdwenen